# Julius Jaeger (Maler)
Julius Jaeger, auch Julius Carl Jaeger oder Jules Jäger (* 17. März 1855 in Messina, Sizilien; † 27. November 1887 in Göschenen, Kanton Uri), war ein deutscher Landschaftsmaler der Düsseldorfer Schule.

## Leben

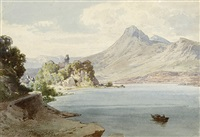
Genfer See mit Schloss Chillon, um 1875

Julius Jaeger war Sohn des deutschen Kaufmanns Julius (Giulio) Ewald Jaeger (1828–1883). Sein Vater hatte zu Messina seit 1863 das Königreich Preußen, dann die Staaten des Norddeutschen Bunds und schließlich das Deutsche Kaiserreich konsularisch vertreten. In den 1870er Jahren wurde die Pianistin Antoinette Beyer, eine mutmaßliche Zarentochter, dessen Geliebte und Ehefrau. Bei seinem Tod im Jahr 1883 hinterließ sein Vater ein Vermögen von über eine Million Lire.
Julius Jaeger legte im März 1872 an der Thomasschule zu Leipzig die Reifeprüfung ab. Danach wollte er an der Universität Leipzig studieren. Er änderte aber seinen Berufswunsch und besuchte zu einem Malereistudium ab Oktober 1877 zunächst die Königliche Akademie der Bildenden Künste München und von 1878 bis 1882 die Kunstakademie Düsseldorf. Dort war er Schüler der Naturklasse und Antikenklasse von Peter Janssen dem Älteren (1878), der Landschafterklassen von Eugen Dücker (1878–1882 bzw. 1879–1881) und der Radierklasse sowie Kupferstecherschule von Carl Ernst Forberg.